# (33917) Kellyoconnor
2000 LK19 (asteroide 33917) é um asteroide da cintura principal. Possui uma excentricidade de 0.11433400 e uma inclinação de 7.31562º.
Este asteroide foi descoberto no dia 8 de junho de 2000 por LINEAR em Socorro.